# Tartegnin
Tartegnin es una comuna suiza del cantón de Vaud, situada en el distrito de Nyon. Limita al norte y este con la comuna de Essertines-sur-Rolle, al sureste con Rolle, y al sur y oeste con Gilly.
La comuna hizo parte hasta el 31 de diciembre de 2007 del distrito de Rolle, círculo de Gilly.